# Skowrony (województwo warmińsko-mazurskie)
Skowrony – wieś w Polsce, położona w województwie warmińsko-mazurskim, w powiecie elbląskim, w gminie Godkowo, w historycznym regionie Prus Górnych.
| SIMC    | Nazwa    | Rodzaj    |
| ------- | -------- | --------- |
| 0150455 | Klekotki | część wsi |

W latach 1975–1998 wieś administracyjnie należała do województwa elbląskiego.